# Żukowice
Żukowice (in tedesco Herrndorf) è un comune rurale polacco del distretto di Głogów, nel voivodato della Bassa Slesia.
Ricopre una superficie di 68,09 km² e nel 2004 contava 3 505 abitanti.